# Ф. Энсти
Томас Энсти Гатри (англ. Thomas Anstey Guthrie) (8 августа 1856, Кенсингтон, Лондон — 10 марта 1934) — британский писатель-юморист. Писал под псевдонимом Ф. Энсти (F. Anstey), в своих произведениях часто обращался к фантастике.

## Биография
Был сыном Августы Энсти, известного композитора. Образование получил в Королевском колледже в Лондоне и в Тринити-Холле в Кембридже, где специализировался на юриспруденции; в 1880 году открыл собственную адвокатскую практику. В 1882 году выпустил своё первое произведение «Vice-Versa» — фантастическую историю о том, как отец и его сын-школьник поменялись местами; книга была тепло принята критикой и принесла Энсти репутацию писателя-юмориста.
В 1883 году вышло в свет новое произведение Гатри — «серьёзный» роман «The Giant’s Robe», также имевший успех. Несмотря на благожелательный приём в 1889 году очередного «серьёзного» романа «The Pariah», Гатри ещё в первой половине 1880-х годов посчитал, что публика в первую очередь воспринимает его как юмориста, а не романиста, ожидая от него соответствующих книг. Его известность в данном качестве закрепили юмористические произведения «The Black Poodle» (1884), «The Tinted Venus» (1885), «A Fallen Idol» (1886), «Tourmalin's Time Cheques» (1891; одно из первых фантастических произведений на тему путешествия во времени), «Baboo Jabberjee B.A.» (1897), «Медный кувшин» (англ. The Brass Bottle, 1901, (экранизирован в 1923 г.), «A Bayard from Bengal» (1902), «Only Toys» (1903), «Salted Almonds» (1906).
Гатри также сотрудничал в журнале «Панч», опубликовавшем его фельетон «Voces populi» и пародии на различные декларации («Burglar Bill» и другие). С 1901 года в «Панче» стал выходить его фарсовый фельетон «The Man from Blankley’s», который пользовался большим успехом и по мотивам которого вскоре была поставлена пьеса в театре «Принц Уэльский». На рубеже XIX—XX веков романы Гатри были популярны не только в родной Великобритании, но и в Швеции (почти все они переводились на шведский язык спустя небольшой период времени после выхода). В XX веке некоторые его произведения были экранизированы. На русский язык были переведены сказки «Шиворот-навыворот» («Vice Versa», 1882) и «Медный кувшин». Последняя послужила источником основных мотивов для повести-сказки Лазаря Лагина «Старик Хоттабыч» (1938) и её продолжения «Медный кувшин старика Хоттабыча». Повесть трижды экранизировалась: британский немой фильм 1914 года, американский немой фильм 1923 года и американский звуковой фильм 1964 года.